# وريد (اسم)
وريد هو اسم علم مذكر من أصل عربي، ومعناه هو العرق في العنق ويقال له حبل الوريدوهما وريدان.

## وصلات خارجية
- موسوعة السلطان قابوس لأسماء العرب